# Хида (хребет)
Хида (яп. 飛騨山脈 хида-саммяку), также Северные Японские Альпы (яп. 北アルプス кита-арупусу) — горный хребет в центральной части японского острова Хонсю, расположен на территории префектур Тояма, Ниигата, Гифу и Нагано. Составная часть так называемых Японских Альп. Высочайший горный хребет Японии, где находится множество пиков высотой более 3000 м.
Хребет Хида является восточной границей высокогорного плато, которое тянется до гор Рёхаку на западе. Восточной границей хребта является тектоническая линия Итоигава-Сидзуока, образующая крутые склоны. Западная граница не такая резкая.
Протяжённость хребта составляет около 140-150 км в направлении ССВ-ЮЮЗ, ширина — около 25 км. Высочайшая вершина — гора Яригатаке (3190 м). Хребет сложен преимущественно осадочными породами (сланцами, кварцитами, известняками), которые пронизывают вулканические породы — гранит и порфирит, богатые полевым шпатом. Хребет начал подниматься около 2,5 мл. лет назад. Регион является одним из самых тектонически активеных в Японии — в позднем четвертичном периоде хребет поднимается со скоростью 1-5 мм/год. Крупных землетрясений (магнитудой более 6) не зарегистрировано. Хребет является частью метаморфического пояса Хида, который был частью континентальной коры Азии до образования Японского моря.
На хребте расположено 4 действующих вулкана — Татеяма (стратовулкан, 3015 м), Якедаке (вулканический купол, 2955 м), Норикура (группа стратовулканов, 3026 м) и Онтаке (группа стратовулканов, 3067 м). Кроме них, важными пиками являются Сироума (2932 м) и Хотака (3190 м). Из 21 пиков высотой более 3000 м, расположенных в Японии, 10 находятся на хребте Хида.
Для рельефа характерны кары и морены.
Крутые склоны глубоко расчленены долинами рек, такими как Куробе, Такасе (яп. 高瀬川) и Адзуса (яп. 梓川); некоторые из долин заполнены крупными водохранилищами. Здесь произрастают густые хвойные леса и водятся типичные высокогорные виды, такие как серау и тундряная куропатка. Большая часть хребта включена в национальный парк Тюбу-Сангаку.
В Новое время первое восхождение на вершины хребта совершил в 1878 году английский горный инженер Уильям Гоуланд, который окрестил эти горы «Японскими Альпами». Позже название распространилось также на хребты Кисо и Акаиси, а хребет Хида стали называть «Северными Японскими Альпами». Вероятно, японское название хребта — Хида — не старше заимствованого «Японские Альпы» и было дано геологом Харадой Тоёкити в конце XIX века.
Имеются месторождения свинца и цинка.
На юге хребет пересекает дорога национального значения № 158, на севере — маршрут Татеяма-Куробе, включающий в себя канатную дорогу и троллейбусный маршрут.